# Hip-Hop Evolution
Hip-Hop Evolution ist eine Dokumentar-Serie über die US-amerikanische Hip-Hop-Musikszene von ihren Anfängen bis zur Gegenwart. Sie wird vom kanadischen Rapper Shad moderiert. Die erste Staffel wurde ab dem 4. September 2016 auf HBO Canada ausgestrahlt, die Staffeln zwei bis vier erschienen über Netflix.

## Inhalt
Hip-Hop Evolution zeichnet die Entwicklung der Hip-Hop-Szene in den Vereinigten Staaten nach. Dabei nimmt sie vor allem Bezug auf DJing, Rapping und Produktion. Graffiti und Beatboxing kommt nur am Rande vor. Shad besucht die Szenen verschiedener Stätten und spricht mit einigen der Hauptdarsteller der Szenen. Die Serie beginnt bei den Block Partys der 1970er Jahre und den Anfängen des Hip-Hops mit Bezug zur Disco- und Funk-Szene. Der Weg wird dann weiter gezeichnet über die Anfänge des Gangsta-Rap sowie den East-Coast-vs.-West-Coast-Konflikt bis zum modernen Trap sowie der Mixtape-Kultur. Dabei widmet sich jede Episode einem eigenen Thema.
In den Interviews kommen einige der bekanntesten Protagonisten der Szene zu Wort und berichten von ihrer Karriere.

## Auszeichnungen
2016 erhielt die Serie einen Peabody Award. 2017 wurde die Serie für vier Canadian Screen Awards nominiert und gewann in den Kategorien Best Biography or Arts Documentary Program or Series sowie Best Editing in a Documentary Program or Series (Steve Taylor and Mark Staunton). Die Serie erhielt außerdem einen International Emmy in der Kategorie Arts Programming.

## Episodenliste

### Staffel 1
| Nr. (ges.) | Nr. (St.) | Deutscher Titel                      | Originaltitel                          | Erstausstrahlung Kanada | Deutschsprachige Erstausstrahlung (D) | Regie                                  | Drehbuch         |
| --- | --------- | ------------------------------------ | -------------------------------------- | ----------------------- | ------------------------------------- | -------------------------------------- | ---------------- |
| 1 | 1         | Die Grundlage                        | The Foundation                         | 4. Dez. 2016            | 4. Sep. 2016                          | Darby Wheeler, Sam Dunn                | Rodrigo Bascunan |
| Die Debüt-Episode behandelt die Anfänge der Hip-Hop-Musik und nimmt Bezug auf das DJing sowie die ersten MCs, die aus afrikanischen Traditionen eine neue Art der Musik kreierten. Die Folge nimmt besonderen Bezug auf Grandmaster Flash & the Furious Five. Künstler: Kool Herc, Afrika Bambaata, Grandmaster Flash, Melle Mel, Grandmaster Caz, DJ Disco Wiz, DJ Jazzy Jay, Grandmixer Dxt, Kurtis Blow, Kool Moe Dee, Grand Wizard Theodore, DJ Hollywood, Fab 5 Freddy, Sugarhill Gang, Russel Simmons, LL Cool J, Darryl Mc Daniels, Coke La Rock, Nelson George. |           |                                      |                                        |                         |                                       |                                        |                  |
| 2 | 2         | Aus dem Untergrund in den Mainstream | From the Underground to the Mainstream | 4. Dez. 2016            | 11. Sep. 2016                         | Darby Wheeler, Sam Dunn, Scot McFadyen | Rodrigo Bascunan |
| In dieser Folge werden Hip-Hop-Crews in Harlem und der Bronx vorgestellt, die jedoch ihre Musik selten aufgenommen haben und keinen kommerziellen Erfolg hatten. Erst Künstler der R&B-Sparte erkannten das kommerzielle Potential der Musik und stellten die Crew Sugarhill Gang zusammen, die mit Rapper’s Delight den ersten Hip-Hop-Hit erfanden. Auch die ersten Gangsta-Rapper werden vorgestellt. Künstler: Big Daddy Kane, Kurtis Blow, Sugarhill Gang, Ice-T, Ice Cube, Kool Herc, LL Cool J, Alonzo Williams, Darryl McDaniels, Melle Mel.                    |           |                                      |                                        |                         |                                       |                                        |                  |
| 3 | 3         | Die neue Garde                       | The New Guard                          | 4. Dez. 2016            | 18. Sep. 2016                         | Darby Wheeler, Sam Dunn, Scot McFadyen | Rodrigo Bascunan |
| Die Folge konzentriert sich auf die Anfänge und den Erfolg der Gruppe Run-D.M.C. sowie die Pionierleistung von Musikproduzent Rick Rubin. Anschließend werden auch die politischen Hip-Hopper Public Enemy vorgestellt sowie die ersten Crossover-Projekte (Aerosmith mit Run-D.M.C., Anthrax mit Public Enemy). Künstler: Run-D.M.C., Rick Rubin, Public Enemy, Roxanne Shanté, Rakim |           |                                      |                                        |                         |                                       |                                        |                  |
| 4 | 4         | Die Geburt des Gangster-Rap          | The Birth of Gangsta Rap               | 4. Dez. 2016            | 25. Sep. 2016                         | Darby Wheeler, Sam Dunn, Scot McFadyen | Rodrigo Bascunan |
| Die Folge behandelt den schnell populär werdenden Gangsta-Rap und beginnt mit Schoolly D als Prototypen des Genres sowie Ice-T, der das Genre zu Beginn entscheidend prägte. Anschließend behandelt die Folge vor allem die N.W.A und ihr Erfolgsalbum Straight Outta Compton und geht auch auf die Solokarrieren von Dr. Dre, Ice Cube und Eazy E ein. Künstler: Schoolly D, Ice-T, N.W.A., Ice Cube, Dr. Dre |           |                                      |                                        |                         |                                       |                                        |                  |

### Staffel 2
| Nr. (ges.) | Nr. (St.) | Deutscher Titel                 | Originaltitel          | Erstausstrahlung Kanada | Deutschsprachige Erstausstrahlung (D) | Regie                      | Drehbuch                                      |
| --- | --------- | ------------------------------- | ---------------------- | ----------------------- | ------------------------------------- | -------------------------- | --------------------------------------------- |
| 5 | 1         | Der wilde Süden                 | The Southern Way       | 19. Okt. 2018           | 19. Okt. 2018                         | Darby Wheeler              | Rodrigo Bascunan, Erica Lenczner              |
| In dieser Episode wird der Miami Bass beleuchtet sowie die Rapszene in Houston. Künstler: 2 Live Crew, Geto Boys, UGK                                                                           |           |                                 |                        |                         |                                       |                            |                                               |
| 6 | 2         | Das Geschäft aus dem Kofferraum | Out the Trunk: The Bay | 19. Okt. 2018           | 19. Okt. 2018                         | Darby Wheeler              | Rodrigo Bascunan, Celine Wong                 |
| In San Francisco ist es Too Short, der dem Genre neue Impulse verleiht. Erfolgreichster Rap-Künstler Anfang der 1990er wird MC Hammer und über Digital Underground kommt Tupac Shakur ins Game. |           |                                 |                        |                         |                                       |                            |                                               |
| 7 | 3         | Des Apfels Kern                 | Do the Knowledge       | 19. Okt. 2018           | 19. Okt. 2018                         | Darby Wheeler              | Rodrigo Bascunan, Gary Hawker, Erica Lenczner |
| In New York beginnt der Conscious Rap erfolgreich zu werden, der einen eher intellektuellen Ansatz verfolgt. Künstler: KRS-One, A Tribe Called Quest, De La Soul                                |           |                                 |                        |                         |                                       |                            |                                               |
| 8 | 4         | Im Osten was neues              | New York State of Mind | 19. Okt. 2018           | 19. Okt. 2018                         | Darby Wheeler, Celine Wong | Rodrigo Bascunan                              |
| Eine neue Welle an East-Coast-Rappern wird in den 1990ern insbesondere in New York populär Künstler: Wu-Tang Clan, Nas, Notorious B.I.G.                                                        |           |                                 |                        |                         |                                       |                            |                                               |

### Staffel 3
| Nr. (ges.) | Nr. (St.) | Deutscher Titel                       | Originaltitel        | Erstausstrahlung Kanada | Deutschsprachige Erstausstrahlung (D) | Regie                           | Drehbuch    |
| --- | --------- | ------------------------------------- | -------------------- | ----------------------- | ------------------------------------- | ------------------------------- | ----------- |
| 9 | 1         | Rivalität zwischen Ost- und Westküste | A Tale of Two Coasts | 6. Sep. 2019            | 6. Sep. 2019                          | Darby Wheeler, Rodrigo Bascunan | Gary Hawker |
| Die Rivalität zwischen East Coast vs. West Coast nimmt Fahrt auf. Künstler: N.W.A, Suge Knight, Tupac Shakur, Notorious B.I.G., Faith Evans, Sean Combs                                                                             |           |                                       |                      |                         |                                       |                                 |             |
| 10 | 2         | Leben nach dem Tod                    | Life After Death     | 6. Sep. 2019            | 6. Sep. 2019                          | Darby Wheeler, Rodrigo Bascunan | Gary Hawk   |
| Der Krieg zwischen East Coast und West Coast eskaliert. Am Ende sind mit Tupac Shakur und The Notorious BIG beide Protagonisten tot.                                                                                                |           |                                       |                      |                         |                                       |                                 |             |
| 11 | 3         | Neue Generation                       | Pass the Mic         | 6. Sep. 2019            | 6. Sep. 2019                          | Darby Wheeler                   | -           |
| Eine neue Generation von Rappern macht von sich reden. Alternative Hip-Hop entsteht und mit Eminem betritt erstmals ein Weißer, der in der Szene ernst genommen wird, das Game. Künstler: Mos Def, The Freestyle Fellowship, Eminem |           |                                       |                      |                         |                                       |                                 |             |
| 12 | 4         | The Dirty South                       | The Dirty South      | 6. Sep. 2019            | 6. Sep. 2019                          | Darby Wheeler                   | -           |
| Die Folge beleuchtet den „dreckigen Süden“ als eigene Szene, die ausgehend von Atlanta neue Impulse für das Genre bietet. Künstler: TLC, Kris Kross, OutKast, Goodie Mob.                                                           |           |                                       |                      |                         |                                       |                                 |             |

### Staffel 4
| Nr. (ges.) | Nr. (St.) | Deutscher Titel     | Originaltitel       | Erstausstrahlung Kanada | Deutschsprachige Erstausstrahlung (D) | Regie                           | Drehbuch |
| --- | --------- | ------------------- | ------------------- | ----------------------- | ------------------------------------- | ------------------------------- | -------- |
| 13 | 1         | Let’s Bounce        | Bounce to This      | 17. Jan. 2020           | 17. Jan. 2020                         | Darby Wheeler, Rodrigo Bascunan | -        |
| In New Orleans entstand um die Jahrtausendwende eine neue Szene. Künstler: Master P, Juvenile |           |                     |                     |                         |                                       |                                 |          |
| 14 | 2         | Pioniere des Südens | Southern Lab        | 17. Jan. 2020           | 17. Jan. 2020                         | Darby Wheeler, Rodrigo Bascunan | -        |
| Neue Impulse kommen aus Houston (Chopped and Screwed), Memphis (Horrorcore) und Atlanta (Crunk). Künstler: DJ Screw, Three 6 Mafia, Lil Jon |           |                     |                     |                         |                                       |                                 |          |
| 15 | 3         | Super-Producer      | The Super Producers | 17. Jan. 2020           | 17. Jan. 2020                         | Darby Wheeler                   | -        |
| Seit den 1990ern sind einige talentierte Produzenten aufgetaucht, die das Genre bereicherten. Künstler: The Neptunes, Missy Elliot, Timbaland, Kanye West, J Dilla |           |                     |                     |                         |                                       |                                 |          |
| 16 | 4         | Straßenträume       | Street Dreams       | 17. Jan. 2020           | 17. Jan. 2020                         | Darby Wheeler                   | -        |
| Mixtapes verbreiten den neuesten Sound, entstehen aber auch an der Grauzone zwischen Bootleg und offizieller Veröffentlichung. Einige DJs werden zu den eigentlichen Stars, während 50 Cent die Mixtapes zur Popularisierung der G-Unit nutzt. Mit Trap entsteht ein neues Subgenre Künstler: 50 Cent, T.I., Lil Wayne |           |                     |                     |                         |                                       |                                 |          |